# Литейная лихорадка
Литейная лихорадка — профессиональная болезнь, возникающая при вдыхании паров металлов или металлической пыли. К группе риска относятся специальности, связанные с плавкой, литьём, резкой и сваркой металлов и сплавов.

## История
Симптомы лихорадки длительное время наблюдались у рабочих меднолитейных производств. Но лишь в начале XX века медики доказали связь лихорадки с воздействием паров металлов, в первую очередь цинка. Цинк имеет относительно низкую температуру кипения (906,2 °C) и легко испаряется при плавке сплавов меди с цинком. Дальнейшие исследования показали, что аналогичная клиническая картина наблюдается при вдыхании паров или пыли различных металлов (ртуть, серебро, кобальт, никель, сурьма и др.), а также некоторых соединений металлов, в частности окислов.

## Этиологияи патогенез
Патогенез литейной лихорадки окончательно не выяснен. Сегодня[когда?] литейная лихорадка объясняется токсическим действием мелкодисперсной пыли с величиной частиц менее 1,5 мкм. Такой размер частиц характерен для оксидов некоторых металлов и конденсированных металлических паров. Мелкодисперсная пыль проникает глубоко в дыхательные пути и вступает в контакт с клеточным белком, вызывая его денатурацию. Продукты распада белков и обусловливают развитие лихорадки.

## Симптомы литейной лихорадки
Для литейной лихорадки характерны острые приступы, начинающиеся через несколько часов после контакта с металлом. Приступ начинается с усталости, головной боли, чувства стеснения в груди, кашля, потери аппетита. Затем начинается лихорадочное состояние, длящееся несколько часов: озноб, повышение температуры тела до 40°. Лихорадка сопровождается тошнотой, рвотой, иногда бредовым, бессознательным состоянием. Наблюдаются раздражение слизистых оболочек верхних дыхательных путей, боли в животе, понос, иногда небольшое увеличение и болезненность печени. В крови отмечаются умеренный лейкоцитоз с лимфоцитозом, гипергликемия, в моче — белок, иногда увеличено содержание порфиринов. После окончания лихорадочного состояния слабость, чувство разбитости ощущаются еще 2-3 дня.
Как правило, после приступа литейной лихорадки организм приобретает временный иммунитет. Однако часто повторяющиеся приступы литейной лихорадки могут привести к истощению организма.
Признаки литейной лихорадки сходны с таковыми у малярии или гриппа. Установлению диагноза способствует принадлежность к группе риска, отсутствие характерных для малярии изменений крови, скоротечность лихорадочного состояния.

## Лечение и профилактика
Лечение симптоматическое. Полное выздоровление с восстановлением трудоспособности наступает через 3—5 дней.
Наиболее надёжным способом защиты является предотвращение попадания аэрозолей в организм за счёт средств коллективной защиты, изменения технологии: снижение запылённости воздуха, автоматизация технологических процессов и дистанционное управление, использование эффективной вентиляции и воздушных душей и др. Предварительный (для поступающих на работу) и периодический (для работающих) медосмотры.
Изучение профессиональной заболеваемости работников разных отраслей в СССР и РФ показало, что при том, как сейчас выбираются и используются СИЗОД (в РФ), добиться эффективной профилактики профессиональных заболеваний с помощью этого "последнего средства защиты", удаётся исключительно редко.